# Alberto Rionda
Alberto Rionda Martínez, född 2 september 1972 i Oviedo, Asturien, är en spansk gitarrist, känd som grundare, låtskrivare, producent och frontfigur i spanska progressiv metal-bandet Avalanch. Bortsett från att producera sitt eget band har han producerat och arbetat i andra projekt, bland annat Stunned Parrots, Leather boys, Geysser, Amadeüs, Tendencia och Talesien. Rionda lyssnade på rockmusik när han var väldigt ung, och började att spela gitarr när han bara var 5 år. Han avslöjade i många intervjuer att han inspirerades mest av legendariska rockbandet Queen.
Efter att ha tagit en paus från bandet, är Rionda tillbaka med Avalanch och helt ny besättning. Rionda arbetar också med sitt nya projekt Alquimia.

## Diskografi (urval)
Album med Avalanch 
- La llama eterna (1997)
- Eternal Flame (1998) (engelsk version av La llama eterna)
- Llanto de un héroe (1999)
- Dias de gloria (2000) (livealbum)
- El ángel caído (2001)
- Los poetas han muerto (2003)
- Las ruinas del Edén (2004)
- Mother Earth (2005) (engelsk version av Los poetas han muerto)
- El hijo pródigo (2005)
- Un paso más (2005) (samlingsalbum)
- Muerte y vida (2007)
- Caminar sobre el agua (2008) (livealbum)
- El ladrón de sueños (2010)
- Malefic Time Apocalypse (2011)
- El ángel caído XV Aniversario (2017)
- El Secreto (2019)

Studioalbum med Stunned Parrots
- Vol. 1 - Pining for the Fjords (2006)

Studioalbum med Geysser
- El hombre sin talento (2010)

Studioalbum med Alquimia
- Alquimia (2013)
- Espiritual (2015)

Studioalbum med Asgaya
- Escontra'l tiempu (2006)